# Hynobius dunni
Hynobius dunni (jap. 大分山椒魚, Ōita-sanshōuo) ist eine Schwanzlurchart der Gattung Hynobius, die in Japan endemisch ist. Sie wird von der IUCN als stark gefährdet eingestuft.

## Merkmale und Lebensweise

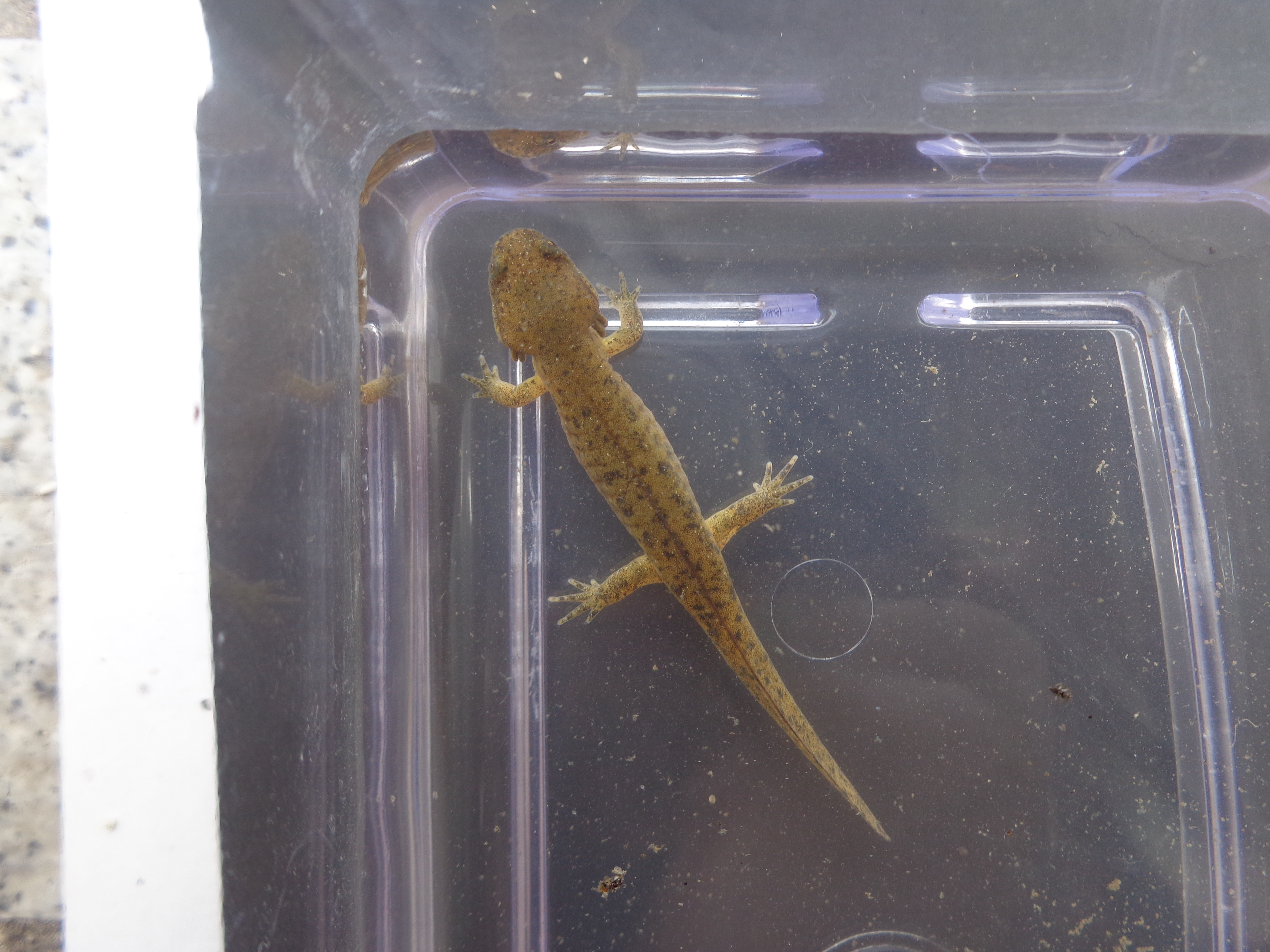
Hynobius dunni

Die Schwanzlurchart hat eine grünlich-graue bis braune Farbe. Auf ihrem Rücken haben Jungtiere für gewöhnlich schwarze Punkte, die im Alter verblassen. Im Gegensatz zur dorsalen Oberfläche ist die Bauchoberfläche tendenziell bläulich-grau und wird am Hals des Tiers heller. Jungtiere haben einen blau schillernden Farbton, bis dieser schließlich mit dem Erwachsenenalter verblasst. In feuchteren Umgebungen ist die blau schillernde Farbe stärker ausgeprägt als in trockeneren Umgebungen. Diese Art hat nur 11 Rippenfurchen im Vergleich zu den üblichen 12. Das Erscheinungsbild männlicher und weiblicher Artgenossen unterscheidet sich außerhalb der Paarungszeit (Dezember–Mai) nicht. Während der Paarungszeit werden die Köpfe der Männchen deutlich breiter, ihre Kehlen werden heller und ihre Schwänze größer. Die Schwänze der Weibchen werden gelb und ihr Gewicht nimmt aufgrund des Eisprungs zu.
Die Schwanzlurchart frisst Regenwürmer, Mehlwürmer, Fliegenmaden, Spinnen, Mückenlarven, Landasseln und Doppelfüßer. Die Art frisst jedoch keine Schnecken.

## Verbreitungsraum
Hynobius dunni ist auf einem geschätzten Gebiet von weniger als 500 km² verbreitet. Die Art ist in Japan endemisch und dort auf den Hauptinseln Kyūshū (um die Städte Ōita, Kumamoto, Miyazaki) und Shikoku (um die Stadt Kōchi) zu finden. Der natürliche Lebensraum sind Waldränder, Bambuswälder, Flüsse und Süßwassersümpfe. Außerhalb der Paarungszeit können sie unter Steinen und Blättern gefunden werden.

## Gefährdungsstatus
Die Art wird von der IUCN als stark gefährdet eingestuft. Auf der nationalen Roten Liste gefährdeter Amphibien Japans von 2020 ist sie als gefährdet (vulnerable) gelistet.